# Periophthalmus novemradiatus
Espèce
Periophthalmus novemradiatus est une espèce de poissons-grenouilles de la famille Gobiidae. Cette espèce amphibie habite dans les eaux saumâtre et salée de l'océan Indien, principalement sur les côtes l'Inde. Il vit dans la zone intertidale et atteint 10 cm de longueur standard.